# آلفين فورتيس
آلفين فورتيس (بالهولندية: Alvin Fortes)‏ هو لاعب كرة قدم هولندي في مركز نصف الجناح، ولد في 25 أبريل 1994 في روتردام في هولندا. لعب مع آر كي سي فالفيك وبولو سبور وفيتيسه آرنهم.

## وصلات خارجية
- آلفين فورتيس على موقع اتحاد تركيا (لاعب) (الإنجليزية)
- آلفين فورتيس على موقع قاعدة بيانات كرة القدم.إي يو (الإنجليزية)
- آلفين فورتيس على موقع ناشيونال فوتبول تيمز (الإنجليزية)
- آلفين فورتيس على موقع Soccerway.com (الإنجليزية)
- آلفين فورتيس على موقع عالم كرة القدم.نت (الإنجليزية)